# L'autunno del patriarca
L'autunno del patriarca (El otoño del patriarca) di Gabriel García Márquez è un romanzo pubblicato nel 1975 che narra la storia del dittatore di uno stato caraibico, scritto con uno stile innovativo che l'autore ricercò apposta per distanziarsi dal colossale successo del precedente Cent'anni di solitudine. L'opera fu pubblicata in Italia da Feltrinelli per la prima volta nel 1975.

## Trama
Il giorno della morte del dittatore che per tempo immemorabile ha retto le sorti dello stato, la folla dei cittadini irrompe nel palazzo presidenziale e osserva attonita le innumerevoli gabbie di uccelli, i fuochi di sterco che il generale accendeva la notte, le vacche che pascolano nei cortili. Già una volta il vecchio dittatore aveva dato a credere di essere morto, quando il suo sosia Patricio Aragonés era stato avvelenato in un complotto. Incredibili festeggiamenti avevano sconvolto il paese, i ministri e i militari si erano riuniti per mettersi d'accordo sulla successione; sul più bello però il dittatore era tornato allo scoperto, la fedelissima Guardia Presidenziale aveva dato l'assalto al palazzo compiendo un massacro.
Da quel momento il presidente aveva regnato in solitudine, assistito solo dagli elementi più fedeli. Era arrivato al potere dopo il caos delle guerre civili e la deposizione di un precedente dittatore, quando si era imposto su tutti gli altri generali signori della guerra. Strani incidenti avevano poi falcidiato a uno a uno i suoi rivali, finché gli ultimi sei invitati alla pacificazione erano stati trucidati insieme alle scorte dalla guardia presidenziale. L'unico scampato era il generale Saturno Santos, un indio delle montagne, sfuggito a lungo alla caccia. Messo poi con le spalle al muro aveva riconosciuto la supremazia invincibile del Presidente, chiedendo e ottenendo di lavorare al suo servizio. Era divenuto la sua inseparabile guardia del corpo.
L'unica persona che abbia un'influenza continuativa sul Presidente è sua madre Bendición Alvarado, semplice donna del popolo, come tra l'altro è il dittatore stesso; quando ha cominciato a salire la piramide del potere non sapeva né leggere né scrivere. Ogni giorno nel pomeriggio si reca a trovare la madre seguito da una scorta armata. Per la verità un'altra donna entra furiosamente nella sua vita, quando già si trova in età avanzata: Manuela Sánchez, la Regina dei Poveri, una ragazza dalla bellezza sovrumana che gli fa perdere la testa. Il Presidente si presenta ogni giorno dalla madre della ragazza con regali sempre più stupefacenti. La giovane prova ripugnanza per quest'uomo anziano che le ha rovinato la vita: i suoi pretendenti sono scomparsi, come pure le amiche, il quartiere povero in cui viveva è stato ristrutturato e gli abitanti cacciati, ogni giorno deve sopportare la corte del Presidente che si consuma d'amore. Durante una notte all'improvviso, al culmine dell'idillio del vecchio dittatore, Manuela Sánchez svanisce nell'aria.
Quando sua madre Bendición Alvarado muore, la devozione popolare e il servilismo nei confronti del Presidente fanno sì che subito nascano leggendo intorno ai miracoli compiuti dalla donna. La gerarchia cattolica si rifiuta di riconoscerne la validità ai fini della canonizzazione, e anche Demetrio Aldous l'Eritreo, inviato dal Vaticano, arriva a dimostrare che le presunte prove sono solo truffe di persone interessate al traffico di cimeli; ma per vendetta il Presidente confisca tutte le proprietà della Chiesa e fa cacciare i religiosi dal paese, completamente nudi. È durante queste operazioni che cade sotto la malia di una novizia, Leticia Nazareno, destinata a diventare sua moglie. Visto il suo interesse, i servizi segreti la fanno rapire e gliela consegnano nel letto. Dopo una lunga resistenza, la donna cederà alle sue pretese sessuali ma alla fine lo convincerà a sposarla. Sarà lei a dargli un erede, nominato subito alla nascita generalissimo, e sarà la famiglia Nazareno a permeare tutto lo Stato con corruzione, clientelismo e nepotismo.
Di tutto ciò il Presidente è consapevole, e teme da un giorno all'altro di perdere la donna che ama; infatti Leticia e il figlioletto vengono sbranati al mercato da una torma di cani. Per la ricerca e la punizione dei colpevoli, l'uomo si affida a Ignacio Sáenz de la Barra, un aristocratico dall'aspetto raffinato e dai modi terribili, che estende la repressione a tutto il paese. Gli recapita periodicamente sacchi di iuta pieni di teste mozzate, costruisce prigioni segrete delle quali il Presidente finge di non sapere nulla, incarcera e tortura finché anche lui viene fatto letteralmente a pezzi dalla folla esasperata.
Dopo i festeggiamenti per il centesimo anno di potere, il Presidente è costretto a cedere agli stranieri il mare come restituzione dell'enorme debito estero. La sua esistenza si conclude in solitudine, a età molto avanzata e all'improvviso, lasciando increduli i sudditi per quella che percepiscono come una fine di un'epoca:

## Analisi
(Gabriel García Márquez, 1982)
García Márquez inizia a scrivere il romanzo subito dopo l'enorme successo internazionale di Cent'anni di solitudine, ma l'idea originale di un'opera incentrata sulla figura di un tiranno caraibico risale a pochi giorni dopo la caduta di Marcos Pérez Jiménez, dittatore del Venezuela, avvenuta il 23 gennaio 1958. L'autore si trova al tempo a Caracas, tornato dall'Europa per lavorare al giornale Momento; per documentarsi intorno a quest'idea, nei mesi successivi legge decine di biografie di dittatori latinoamericani, che gli lasciano un'immagine germinale dalla quale nascerà il romanzo:
Il 21 marzo dello stesso anno García Márquez sposa Mercedes Barcha Pardo, alla quale comunica pochi giorni dopo, durante un volo aereo verso Barranquilla, la sua intenzione di scrivere un romanzo su un dittatore.
Nel gennaio 1959 García Márquez assiste a L'Avana al processo al generale Sosa Blanco, e gli viene l'intuizione di costruire il suo romanzo come il lungo monologo di un dittatore destituito durante un processo, ma si rende conto che in America Latina i dittatori o muoiono di vecchiaia o fuggono o finiscono ammazzati, non trascinati davanti alla giustizia. In totale la gestazione del libro prende 17 lunghi anni; una prima versione di 300 cartelle dattiloscritte, che risale agli anni in cui l'autore vive in Messico, viene abbandonata nel 1962. Il titolo è presente da tempo nella mente dell'autore:
(Gabriel García Márquez, 1967)
Dopo aver impiegato due decenni per arrivare a Cent'anni di solitudine, non vuole essere condannato a rimanere a Macondo come la stirpe dei Buendía.
La scrittura riprende a Barcellona e continua fino alla pubblicazione, avvenuta contemporaneamente per tre diverse case editrici a Barcellona, Bogotà e Buenos Aires, 500 000 copie di tiratura iniziale.
L'autore si prende ogni sorta di libertà stilistica; non solo con la sintassi (lunghissimi periodi pieni di subordinate che compongono anacoluti interminabili), ma anche con il tempo narrativo: ci sono interi paragrafi senza punti né virgole nei quali si mescolano diversi punti di vista che disorientano il lettore:
(Gabriel García Márquez)
Il personaggio del Presidente non ha le caratteristiche di nessuno dei molti dittatori che si avvicendano nei paesi dell'America Latina, e neppure di Francisco Franco ancora al potere in Spagna quando il romanzo viene pubblicato; è un personaggio letterario a tutto tondo, che incarna la banalità del male; in grado di suscitare non solo repulsione ma anche compassione per la solitudine del potere, rappresenta forse ciò che sarebbe diventato il colonnello Aureliano Buendía se avesse vinto le guerre civili raccontate nella parte centrale di Cent'anni di solitudine. In fondo anche il Presidente vive sospeso nell'immobilità di un tempo stagnante, in un lungo autunno che l'autore descrive in un romanzo i cui confini sono dilatati fino a fagocitare e assimilare elementi propri della poesia, nell'accurata scelta dei vocaboli e degli accenti, nella musicalità, nella sonorità e plasticità di una lingua che è il punto d'approdo di un genere alluvionale e meticcio a partire già da Cervantes.
A proposito di questo romanzo, la critica ha parlato di un libro “barocco”, definizione che non è fuori luogo se si intende definire il rifiuto di García Márquez di rinchiudere la realtà nei limiti del realismo, il suo modo di aggredire una materia letteraria non più ordinata, chiusa, cartesiana bensì frammentata, ubiqua, “rabaleisisana”: così come barocco è il tempo del racconto, che non è né matematico né assoluto bensì indistinguibile dal concetto di spazio, nel senso che intendeva Wilhelm Hausenstein: “L'essenza del barocco è la contemporaneità delle sue azioni”.
È per questa ragione che il tempo di L'autunno del patriarca ruota intorno a una serie di cerchi concentrici, ognuno dei “capitoli” in cui è suddiviso inizia con la scoperta del corpo esanime del Presidente nel suo enorme palazzo, e poi invece di procedere in linea retta si sviluppa senza direzione, vivace e capriccioso in una continua serie di anticipazioni e rimandi.